# Temnotrema pallescens
Temnotrema pallescens is een zee-egel uit de familie Temnopleuridae.
De wetenschappelijke naam van de soort werd in 1925 gepubliceerd door Hubert Lyman Clark.